# Deribate
Deribate, auch Diribate oder Diruwati, war ein traditionelles Reich der Kemak auf der Insel Timor.
Es lag im Bereich des heutigen Verwaltungsamtes Hatulia des Staates Osttimor, der bis 1975 die Kolonie Portugiesisch-Timor war. Von 1860 an war Deribate von den Portugiesen der Militäkommendatur Cailaco unterstellt. Ab 1883 gehörte es zur 3º Comando militar de Maubara.

## Geschichte
Deribate nahm an der Cailaco-Rebellion gegen die Portugiesen zwischen 1719 und 1769, unter der Führung des Reiches von Camenaça teil. Als aber 1756 Jacinto Correa, Herrscher von Wehale im Vertrag von Paravicini auch im Namen von Deribate ein Bündnis mit der niederländischen Ostindien-Kompanie schloss, verweigerte Deribate die Gefolgschaft als Vasall Wehales und kam daher nicht zum niederländischen Teil der Insel.
Deribate erscheint auch auf der Liste der timoresischen Reiche von Afonso de Castro (Gouverneur von Portugiesisch-Timor 1859–1863) aus dem Jahre 1868.
An der Strafaktion während der Rebellion von 1894 beteiligte sich Deribate mit Truppen für die Portugiesen, bis der Liurai von Deribate seine Truppen nach der blutigen Eroberung eines Dorfes in Sanirin, angesichts der hunderten Toten zurückzog. Gouverneur José Celestino da Silva entsandte daher 1896 Leutnant Francisco Duarte nach Deribate, um es für seine Desertation zu bestrafen. Der Widerstand in den heiligen Wäldern von Talo wurde schnell niedergeschlagen. Der Liurai, seine Krieger und die übrige Bevölkerung verschanzte sich in Dede-Pum, einer Höhle, die von einer bis zu zwei Meter dicken Steinmauer umgeben war. Statt sie anzugreifen, umzingelte Duarte die Tranqueira. Da es in der Befestigung an Wasser fehlte, begannen bald die Belagerten nach und nach nachts rauszukommen, um an Wasser zu kommen. Wer aus der Tranqueira heraustrat, wurde von den Portugiesen erschossen. Nach acht Tagen baten die Krieger Deribates um Verhandlungen. 21 Personen, davon nur zwei Männer, kamen aus der Höhle und begaben sich in Gefangenschaft. Der Liurai und die anderen Belagerten weigerten sich, sich zu ergeben. Als nach zwölf Tagen keine Geräusche mehr aus der Höhle kamen, drang Duarte in die Tranqueira ein. Er fand die Leichen von über 400 Männern und Frauen. Der Liurai aber konnte nicht gefunden werden. Er war anscheinend der Tragödie entkommen.
Über die folgende Geschichte Deribates gibt es widersprüchliche Angaben. Zum einen sollen die Portugiesen das Reich von Deribate 1897 für aufgelöst erklärt haben. Laut derselben Quelle wanderten 2000 Kemak aus Deribate im Mai 1912 in das niederländische Westtimor, nach Tenubot (Tenu Bot), bei Atambua aus. Insgesamt sollen in Atambuas Desa Manumutin 9000 Kemak aus Deribate, Leimea und Atabae Anfang des 20. Jahrhunderts eine neue Heimat gefunden haben.
Andere Quellen berichten, dass Deribate bei der Rebellion von Manufahi (1911/1912) wieder Verbündeter Portugals war. Carlos Borromeu Duarte, Sohn von Dom José, Liurai von Deribate, wurde zur Belohnung für seine Treue zur Kolonialmacht neuer Herrscher von Alas, dessen Liurai Dom Januário im Kampf gegen die Portugiesen ums Leben gekommen war. Er selbst wurde von den Japanern während der Besatzung Timors ermordet. Noch besteht diese Dynastie in Alas fort. Im östlichen Teil Deribates selbst regierte, nach weiteren Angaben, Dom Duarte da Silva, ein Neffe von Dom José noch bis 1937. Dann lösten die Portugiesen das Reich auf. Die japanische Invasion 1942 nutzte die Herrscherfamilie, um in das westtimoresische Atambua auszuwandern, wo sie zu Unterstützern der Japaner wurde. Diese versprachen eine Reinstallation des Reiches von Deribate als Belohnung für den gemeinsamen Kampf gegen die Australier. Nai-Buti, der Thronanwärter, und 150 seiner Anhänger schlossen sich den Colunas Negras an, den pro-japanischen timoresischen Milizionären. Tatsächlich wurde Nai-Butis Sohn Nai-Leto in Westtimor von den Japanern als Raja von Biboki und Naitimu eingesetzt. Die Inthronisierung überdauerte die Besetzungszeit nicht.

## Herrscher von Deribate
- Dallu Dau (1760)
- Dom Samuel (1761–1764)
- Lamak Mauk (1765)
- Dom Cristóvão Gracias (etwa 1769)
- Seromally (1815)
- Dom João Rodrigues Pinto (1854)
- Dom José (?–1896)
- Dom João (?–1896), Bruder von Dom José
- Nai Bili (1896–1902), Cousin von Dom João
- Dom António (vor 1912), Cousin von Dom João
- Dom Duarte da Silva (vom östlichen Deribate etwa 1912–1937), Neffe von Dom José[9]